# Zmarli w kwietniu 2025

## Kwiecień 2025
- 30 kwietnia
  - Ferdinand Botsy – malgaski duchowny rzymskokatolicki, kapucyn, biskup Ambanji (1976–1997)[1]
  - Inah Canabarro Lucas – brazylijska katolicka siostra zakonna, superstulatka, od 29 grudnia 2024 najstarsza osoba żyjąca na świecie[2]
  - Edward Chiliński – polski samorządowiec, nauczyciel i działacz sportowy, starosta słubicki (1999–2006)[3][4]
  - Zeno Hastenteufel – brazylijski duchowny rzymskokatolicki, biskup Frederico Westphalen (2002–2007) i Novo Hamburgo (2007–2022)[5]
  - Ruth Hieronymi – niemiecka polityk, posłanka do PE (1999–2009)[6]
  - Tomasz Jakubiak – polski kucharz, autor książek kucharskich i osobowość telewizyjna[7]
  - Ferenc Mohácsi – węgierski kajakarz, medalista olimpijski (1956)[8]
  - Andrzej Prejs – polski ichtiolog, hydrobiolog i ekolog, profesor[9]
  - Piotr Radecki – polski gitarzysta, członek zespołów Feel oraz Kat & Roman Kostrzewski[10]
  - Joe Louis Walker(inne języki) (właśc. Louis Joseph Walker Jr.) – amerykański gitarzysta bluesowy, piosenkarz, autor tekstów i producent[11]
  - Jules Wijdenbosch – surinamski polityk, premier (1987–1988) i prezydent (1996–2000)[12]
- 29 kwietnia
  - Owen Dolan – nowozelandzki duchowny rzymskokatolicki, biskup Palmerston North (1995–2004)[13]
  - Mike Peters(inne języki) – walijski wokalista i gitarzysta punkowy; muzyk zespołu The Alarm[14]
  - Tomasz Solecki – polski lekarz ortopeda i traumatolog[15]
  - Valeriu Tabără – rumuński agronom, wykładowca akademicki, polityk, minister rolnictwa (1994–1996 i 2010–2012)[16]
- 28 kwietnia
  - Arvo Aalto – fiński murarz, działacz związkowy i polityk, minister pracy (1977–1981), sekretarz generalny SKP (1969–1977 i 1981–1984) oraz jej przewodniczący (1984–1988)[17]
  - Brendan Comiskey – irlandzki duchowny rzymskokatolicki, biskup Ferns (1984–2002)[18]
  - Francisco Faus – hiszpański duchowny rzymskokatolicki, członek prałatury personalnej Opus Dei[19]
  - Giovanni Lievore – włoski lekkoatleta, oszczepnik, olimpijczyk (1956)[20]
  - Priscilla Pointer – amerykańska aktorka[21]
  - Maciej Ratuszniak, pseud. „Shushei” – polski zawodowy gracz e-sportowy[22]
  - Stanley Schlarman – amerykański duchowny rzymskokatolicki, biskup Dodge City (1983–1998)[23]
  - Jan Wołosz – polski bibliotekarz, wicedyrektor BN (1991–1998), przewodniczący SBP (2001–2005)[24]
  - Mieczysław Ziomek – polski artysta malarz, profesor, prodziekan WSP UMK (1985–1987 oraz 1996–1999)[25]
- 27 kwietnia
  - Dick Barnett – amerykański koszykarz[26]
  - Giuseppe Cavallotto – włoski duchowny rzymskokatolicki, biskup Cuneo i Fossano (2005–2015)[27]
  - Cora Sue Collins – amerykańska aktorka[28]
  - Wizz Jones(inne języki) (właśc. Raymond Ronald Jones) – angielski gitarzysta folkowy, piosenkarz i autor tekstów[29]
  - Stan Love(inne języki) – amerykański koszykarz[30]
  - François-Xavier Villain – francuski prawnik, polityk i samorządowiec, deputowany (2002–2017), mer Cambrai (1992–2025)[31]
- 26 kwietnia
  - Charles Beare(inne języki) – brytyjski lutnik[32]
  - Andy Bey(inne języki) – amerykański piosenkarz i pianista jazzowy[33]
  - Max Bolkart – niemiecki skoczek narciarski, zwycięzca 8. Turnieju Czterech Skoczni[34]
  - José Carlos – portugalski piłkarz, trener, medalista mistrzostw świata (1966)[35]
  - Jair da Costa – brazylijski piłkarz, mistrz świata (1962)[36]
  - Michele Di Ruberto – włoski duchowny rzymskokatolicki, arcybiskup, sekretarz Kongregacji Spraw Kanonizacyjnych (2007–2010)[37]
  - Andrzej Fiedor – polski biathlonista, olimpijczyk (1968, 1972)[38]
  - Okagi Hayashi – japońska superstulatka[39]
  - Tomasz Lech – polski kulturysta i strongman[40]
  - Noël Minga – kongijski piłkarz i trener[41]
- 25 kwietnia
  - Dariusz Gil – polski pływak, mistrz i reprezentant Polski[42]
  - Alexis Herman – amerykańska polityk, sekretarz pracy (1997–2001)[43]
  - Sławomir Kryński – polski reżyser i scenarzysta filmowy[44]
  - Stanley Tshosane – botswański trener piłkarski[45]
  - Richard Wernick(inne języki) – amerykański kompozytor klasyczny[46]
- 24 kwietnia
  - Friedrich Baumbach – niemiecki chemik, dr, szachista, arcymistrz, mistrz świata w szachach korespondencyjnych (1983–1989)[47]
  - Janusz Grzelak – polski psycholog i działacz społeczny, profesor, wiceminister edukacji narodowej (1989–1991)[48]
  - Juliusz Jarończyk – polski fotografik oraz modelarz lotniczy i kosmiczny, prezes Krynickiego Towarzystwa Fotograficznego[49]
  - Edmund Obiała – polsko-australijski inżynier budownictwa[50][51]
  - Sergiusz Perkowski – polski perkusista jazzowy[52]
  - Alicja Ryżewska – polska lekarka immunolożka, profesor[53]
  - Eva Vlková – czeska lekarka okulistka, profesor[54]
- 23 kwietnia
  - Eugene Koffi Adoboli(inne języki) – togijski polityk, premier (1999–2000)[55]
  - Antoni (Moskalenko) – rosyjski duchowny prawosławny, biskup czerniowiecki (1986–1990) i uralski (1991–1997), arcybiskup uralski (1997–2022)[56]
  - André Bosson – szwajcarski piłkarz[57][58]
  - Leszek Kopeć – polski producent filmowy, przedsiębiorca, wydawca[59]
  - Lulu Roman(inne języki) (właśc. Bertha Louise Hable) – amerykańska komiczka oraz piosenkarka country i gospel[60]
  - Magdalena Łaptaś – polska archolożka i historyczka sztuki, dr, wykładowca UKSW w Warszawie[61]
  - Fu’ad al-Mubazza – tunezyjski prawnik, ekonomista, polityk i dyplomata, mer Tunisu (1969–1973), parlamentarzysta, minister, przewodniczący Izby Deputowanych (1997–2011), p.o. prezydenta (2011)[62]
  - Jaromír Paciorek – czeski piłkarz[63][64]
  - Wiesław Podkański – polski dziennikarz i menedżer, współzałożyciel i wieloletni prezes wydawnictwa Ringier Axel Springer Polska[65][66]
  - Peter Taaffe – brytyjski polityk i dziennikarz, sekretarz generalny Partii Socjalistycznej (1997–2020)[67]
  - David Thomas – amerykański muzyk, wokalista i autor tekstów; frontman zespołu Pere Ubu[68]
  - Leszek Wolski – polski inżynier budownictwa, profesor[69][70]
- 22 kwietnia
  - David Briggs(inne języki) – amerykański klawiszowiec, producent muzyczny, aranżer, kompozytor[71]
  - Zurab Cereteli – gruziński rzeźbiarz, malarz i architekt[72]
  - Lar Park-Lincoln – amerykańska aktorka[73]
- 21 kwietnia
  - Urszula Figwer – polska lekkoatletka i siatkarka, olimpijka (1956, 1960)[74]
  - Franciszek (właśc. Jorge Mario Bergoglio) – argentyński duchowny rzymskokatolicki, jezuita, arcybiskup Buenos Aires i prymas Argentyny (1998–2013), kardynał (2001–2013), papież (2013–2025)[75][76]
  - Marek Jagodziński – polski duchowny rzymskokatolicki, teolog, profesor[77]
  - Krystyna Kwaśniewicz – polska etnografka dr, laureatka Nagrody im. Oskara Kolberga (2006)[78][79]
  - Wojciech Lewandowski – polski inżynier, wojskowy i samorządowiec, burmistrz Ustki (1995–2002)[80][81]
  - Danuta Mliczewska – polska ekonomistka, dr hab., profesor Uczelni Łazarskiego, AFiB Vistula i AEH w Warszawie[82]
  - Francis Zammit Dimech – maltański polityk i prawnik, parlamentarzysta (1987–2017), poseł do PE (2017–2019), minister spraw zagranicznych (2012–2013)[83]
- 20 kwietnia
  - Artur Blaim – polski anglista i literaturoznawca, profesor[84]
  - Cristina Buarque(inne języki) – brazylijska piosenkarka i kompozytorka[85]
  - Bob Filner – amerykański polityk, członek Izby Reprezentantów (1993–2012), burmistrz San Diego (2012–2013)[86]
  - Ab Geldermans – holenderski kolarz torowy i szosowy, medalista mistrzostw świata (1957)[87][88]
  - Hugo Gatti – argentyński piłkarz[89]
  - Gregor Henckel-Donnersmarck – niemiecko-austriacki duchowny rzymskokatolicki, cysters, opat Heiligenkreuz (1999–2011)[90]
  - János Kocsis – węgierski zapaśnik, medalista mistrzostw świata (1973), olimpijczyk (1976, 1980)[91]
  - Werner Lorant – niemiecki piłkarz i trener[92]
  - Irena Senderska-Rzońca – polska działaczka społeczna, Sprawiedliwa wśród Narodów Świata[93]
  - Marija Szubina – rosyjska kajakarka, mistrzyni olimpijska (1960) i świata (1958, 1963, 1966)[94]
  - Nedeljko Šipovać – jugosłowiański i serbski polityk, przewodniczący Związku Komunistów Wojwodiny (1989–1990), minister rolnictwa Serbii i Czarnogóry (1997–2000)[95]
- 19 kwietnia
  - Jan Červinka – czeski taternik, alpinista i himalaista[96]
  - Me’ir Niccan – izraelski polityk, burmistrz Riszon le-Cijjon (1983–2008)[97]
  - Krystyna Orzechowska-Juzwenko – polska farmakolożka, profesor[98]
  - Chum Taylor – australijski żużlowiec[99]
  - Tassilo Thierbach – niemiecki łyżwiarz figurowy, mistrz świata (1982) i Europy (1982, 1983)[100]
- 18 kwietnia
  - Gerhard Hager – austriacki prawnik i polityk, sędzia, poseł do Parlamentu Europejskiego IV i V kadencji (1996–2004)[101]
  - Patricio Infante Alfonso – chilijski duchowny rzymskokatolicki, arcybiskup Antofagasty (1990–2004)[102]
  - Julius Kvedaras – litewski piłkarz, trener i działacz sportowy, prezes LFF (2012–2016)[103][104]
  - Nikola Pokrivač – chorwacki piłkarz[105]
  - Clodagh Rodgers(inne języki) – północnoirlandzka piosenkarka pop, uczestniczka Konkursu Piosenki Eurowizji (1971)[106]
  - Damien Thomas(inne języki) – brytyjski aktor[107]
- 17 kwietnia
  - Peter Ablinger – austriacki kompozytor[108]
  - Przemysław Chlebosz – polski sztangista[109]
  - Erhard Grosskopf – niemiecki kompozytor[110]
  - Ewa Mańkowska – polska polityk i samorządowiec, wicewojewoda dolnośląska (2012–2014), wicemarszałek województwa dolnośląskiego (2014–2018)[111]
  - Krystyna Miłobędzka – polska poetka, dramaturg[112]
  - Ljubomir Simović – serbski poeta i dramaturg[113]
  - Zygfryd Siwik – polski prawnik, profesor[114]
  - Jaromír Štětina – czeski dziennikarz, korespondent wojenny i polityk, senator (2004–2014), poseł do PE (2014–2019)[115]
  - Tadeusz Żuczkowski – polski pisarz, anglista i nauczyciel[116]
- 16 kwietnia
  - Nora Aunor, właśc. Nora Cabaltera Villamayor – filipińska piosenkarka i aktorka[117]
  - Piotr Borkowski – polski scenarzysta, kulturoznawca i filmoznawca[118]
  - Aaron Boupendza – gaboński piłkarz[119]
  - João Cravinho – portugalski inżynier, działacz gospodarczy, polityk, minister przemysłu i technologii (1975), eurodeputowany (1989–1994)[120]
  - Mac Gayden(inne języki) – amerykański muzyk country[121]
  - Małgorzata Pruszyńska – polska piosenkarka, założycielka zespołu De Su[122]
  - Kimmo Sasi – fiński prawnik i polityk, parlamentarzysta (1983–2015), minister (1999–2003)[123]
- 15 kwietnia
  - Jadwiga Jankowska-Cieślak – polska aktorka[124]
  - Joel Krosnick(inne języki) – amerykański wiolonczelista[125]
  - Angélico Sândalo Bernardino – brazylijski duchowny rzymskokatolicki, biskup Blumenau (2000–2009)[126]
  - Werner Thissen – niemiecki duchowny rzymskokatolicki, arcybiskup Hamburga (2003–2014)[127]
  - Reuma Weizman(inne języki) – izraelska nauczycielka, pierwsza dama Izraela (1993–2000), żona Ezera Weizmana[128]
- 14 kwietnia
  - Abdullah Ahmad Badawi – malezyjski polityk, minister spraw zagranicznych (1991–1999), wicepremier (1999–2003) oraz premier i przewodniczący UNMO(inne języki) (2003–2009)[129]
  - Filip David – serbsko-żydowski filolog, pisarz, eseista i dziennikarz[130]
  - Jed Gould(inne języki) – amerykański DJ radiowy[131]
  - Bartłomiej Kozera – polski filozof i historyk filozofii, dr hab., profesor nadzwyczajny UO[132]
  - Sophie Nyweide(inne języki) – amerykańska aktorka[133]
  - Alexander Ruttkay – słowacki archeolog i historyk, profesor[134]
  - Peter Seiffert(inne języki) – niemiecki śpiewak operowy (tenor)[135][136]
  - Piotr Turzyński – polski duchowny rzymskokatolicki, biskup pomocniczy radomski (2015–2025)[137]
  - Andrzej Walewski – polski inżynier i urzędnik państwowy, główny inspektor ochrony środowiska (1989–1997)[138][139]
- 13 kwietnia
  - Richard Armitage – amerykański dyplomata i polityk, zastępca sekretarza stanu (2001–2005)[140]
  - Bob Garretson – amerykański kierowca wyścigowy[141]
  - Paweł Idziak – polski matematyk i informatyk, profesor nauk matematycznych[142]
  - Jean Marsh – brytyjska aktorka, scenarzystka i pisarka[143]
  - Jeremiah P. Ostriker(inne języki) – amerykański astronom i astrofizyk, profesor, laureat National Medal of Science (2000)[144]
  - Geraldo de Souza Rodrigues – brazylijski duchowny rzymskokatolicki, biskup Januárii (2024–2025)[145]
  - Albert Thévenot – kanadyjski duchowny rzymskokatolicki, biskup Prince Albert (2008–2021)[146]
  - Mario Vargas Llosa – peruwiański pisarz, dziennikarz i polityk, laureat Nagrody Nobla (2010)[147]
  - Roland Vimi(inne języki) – słowacki tenisista stołowy, olimpijczyk (1992)[148]
  - Jacek Zając – polski samorządowiec, radny sejmiku podkarpackiego, burmistrz gminy Zagórz (1990–2006)[149]
- 12 kwietnia
  - Roy Thomas Baker – brytyjski producent muzyczny, aranżer[150]
  - Jean Breuer – niemiecki kolarz torowy, mistrz świata (1974)[151]
  - Christian Chukwu – nigeryjski piłkarz i trener, zdobywca Puchar Narodów Afryki (1980)[152]
  - Abubaker Kaki Khamis – sudański lekkoatleta, średniodystansowiec, halowy mistrz świata (2008, 2010)[153]
  - Jan Andrzej Kłoczowski – polski duchowny rzymskokatolicki, dominikanin, w latach 80. XX wieku duszpasterz akademicki w Krakowie, teolog, profesor filozofii, publicysta[154]
  - Mirosław Kowalczyk – polski dyplomata i oficer wywiadu wojskowego, chargé d’affaires w Japonii (1985–1986)[155]
  - Anna Mieszczanek – polska publicystka, działaczka społeczna i mediatorka rodzinna[156][157]
  - Tadeusz Strumff – polski pisarz, reporter i publicysta[158]
- 11 kwietnia
  - Mike Berry – angielski piosenkarz pop[159]
  - Witold Głowania – polski działacz sportowy, prezes klubu żużlowego Stal Gorzów Wielkopolski (1972–1974, 1976–1979 i 1986–1988)[160]
  - Bernard Hałaczek – polski duchowny rzymskokatolicki, filozof, profesor, dziekan WFCh ATK (1987–1993)[161]
  - John LaFalce(inne języki) – amerykański polityk, członek Izby Reprezentantów (1975–2003)[162]
  - Józef Miąso – polski historyk wychowania, profesor[163]
  - Don Mischer – amerykański reżyser i producent telewizyjny oraz filmowy[164]
  - Max Romeo – jamajski wokalista reggae[165]
  - Michelangelo Riccardo Tiribilli – włoski duchowny rzymskokatolicki, benedyktyn, opat terytorialny Monte Oliveto Maggiore (1992–2010)[166]
- 10 kwietnia
  - Leo Beenhakker – holenderski piłkarz i trener, selekcjoner reprezentacji Polski (2006–2009)[167]
  - René Dupont – francuski duchowny rzymskokatolicki, misjonarz, biskup Andong w Korei (1969–1990)[168]
  - Douglas John Hall(inne języki) – kanadyjski teolog, wykładowca akademicki[169]
  - Arne Hamarsland – norweski lekkoatleta, średniodystansowiec, olimpijczyk (1960)[170]
  - Ołeksandr Kosewycz – ukraiński piłkarz, trener i działacz sportowy[171]
  - Wiesław Kostera – polski przedsiębiorca, współzałożyciel i współwłaściciel firmy Big Star Limited[172]
  - Ted Kotcheff – kanadyjski reżyser i producent filmowy[173]
  - Peter Lovesey(inne języki) – brytyjski pisarz[174]
  - Joseph Mewis – belgijski zapaśnik, wicemistrz olimpijski (1956)[175]
  - Titiek Puspa – indonezyjska piosenkarka i aktorka[176]
  - Dariusz Szymikowski – polski nauczyciel, działacz i historyk kaszubski[177]
  - Nino Tempo(inne języki) (właśc. Anthony Bart LoTempio) – amerykański piosenkarz[178]
- 9 kwietnia
  - Andrew Gross – amerykański pisarz[179]
  - Kim Shin-jo – północnokoreański oficer sił specjalnych, następnie duchowny[180]
  - Mel Novak(inne języki) – amerykański aktor[181]
  - Wiera Sidorowa – kazachska agronomka i polityk, p.o. przewodniczącej Prezydium RN Kazachskiej SRR (1988–1989)[182]
  - Zdzisław Skorża – polski funkcjonariusz SB, UOP i ABW, pułkownik, zastępca szefa UOP (1993–1998) i ABW (2007–2012)[183]
  - Conrado Yanez – filipiński wokalista, zwycięzca 10. polskiej edycji programu „Must Be the Music”[184]
- 8 kwietnia
  - Leszek Bablok – polski lekarz ginekolog, profesor[185]
  - Wilhelm Burgsmüller – niemiecki piłkarz[186]
  - Damaskin (Papajanakis) – grecki duchowny prawosławny, metropolita Kydonii i Apokoronas (2006–2025)[187]
  - Swietłana Gierasimienko – tadżycka astronomka, współodkrywczyni komety 67P/Czuriumow-Gierasimienko[188]
  - Nicky Katt – amerykański aktor[189]
  - Arkadiusz Klucznik – polski aktor i reżyser teatralny, dyrektor Teatru Dzieci Zagłębia (2001–2005) i Teatru im. Andersena w Lublinie (2007–2017)[190]
  - Manga (właśc. Aílton Corrêa de Arruda) – brazylijski piłkarz, uczestnik mistrzostw świata (1966)[191]
  - Rubby Pérez(inne języki) – dominikański muzyk merengue[192]
  - Piotr Sunin – rosyjski skoczek narciarski i trener[193]
- 7 kwietnia
  - Paul Breza – amerykański duchowny rzymskokatolicki polskiego pochodzenia, działacz kaszubski[194]
  - Andrzej Gospodarowicz – polski ekonomista, profesor, rektor UE we Wrocławiu (2012–2016)[195]
  - Ferdynand Karel – polski duchowny zielonoświątkowy, założyciel Zboru „Betania” w Katowicach, stulatek[196]
  - Raghbir Lal – indyjski hokeista na trawie, mistrz olimpijski (1952, 1956)[197]
  - Antoni Mazur – polski architekt, stulatek[198]
- 6 kwietnia
  - Jorge Bolaño – kolumbijski piłkarz i trener[199]
  - Clem Burke – amerykański perkusista, członek zespołu Blondie[200]
  - Izabella Klebańska – polska pisarka dziecięca i kompozytorka[201]
  - Tajisija Łytwynenko – ukraińska aktorka[202]
  - Jean-Claude Montredon(inne języki) – francuski perkusjonista jazzowy[203]
  - Jay North(inne języki) – amerykański aktor[204]
  - Pelagia Pająk – polska inżynier rolnictwa i polityk, posłanka na Sejm PRL IV, V i VI kadencji (1965–1976)[205]
  - Paschal Topno – indyjski duchowny rzymskokatolicki, biskup Ambikapur (1985–1994), arcybiskup Bhopal (1994–2007)[206]
- 5 kwietnia
  - Dave Allen(inne języki) – brytyjski basista, współzałożyciel i członek grupy Gang of Four[207]
  - Andrzej (Trembelas) – grecki duchowny prawosławny, metropolita Drinupolis, Pogoni i Konitsy (1995–2025)[208]
  - Mouhcine Bouhlal – marokański piłkarz[209]
  - Colin Fox(inne języki) – kanadyjski aktor[210]
  - Heikki Hasu – fiński biegacz narciarski, kombinator norweski i polityk, mistrz świata (1950), mistrz olimpijski (1948, 1952), parlamentarzysta (1962–1966 i 1967–1970)[211]
  - Awigdor Jicchaki – izraelski polityk, poseł do Knesetu (2006–2008)[212]
  - Karol Karski – polski teolog ewangelicki, profesor nauk teologicznych, działacz ekumeniczny[213][214]
  - Adam Myjak – polski rzeźbiarz i pedagog, profesor i rektor ASP w Warszawie (1990–1996, 1999–2006, 2012–2020)[215]
- 4 kwietnia
  - Amadou Bagayoko – malijski piosenkarz i gitarzysta[216]
  - Friðrik Ólafsson – islandzki szachista, arcymistrz[217]
  - Bernard Ringeissen – francuski pianista[218]
  - Peter Turang – indonezyjski duchowny rzymskokatolicki, arcybiskup Kupangu (1997–2024)[219]
- 3 kwietnia
  - Eugenia Fojcik-Mastalska – polska prawniczka, profesor nauk prawnych, specjalistka prawa finansowego[220]
  - Jiří Kochta(inne języki) – czeski hokeista, wicemistrz olimpijski (1968)[221]
  - Lin Hongliang – chiński polonista, profesor, tłumacz literatury polskiej na język chiński[222]
  - Theodore McCarrick – amerykański były duchowny rzymskokatolicki, arcybiskup Newark (1988–2000), arcybiskup Waszyngtonu (2000–2005), kardynał (2001–2018), wydalony ze stanu kapłańskiego z powodu oskarżeń o nadużycia seksualne[223]
  - Paulo Mendo – portugalski lekarz i polityk, parlamentarzysta (1995–1999), minister zdrowia (1993–1995)[224]
  - Margarita Xhepa – albańska aktorka[225]
  - Dean Wells(inne języki) – amerykański zawodnik futbolu amerykańskiego[226]
- 2 kwietnia
  - Zbigniew Kwias – polski lekarz urolog, profesor[227]
  - Fábio Marcelino – brazylijski siatkarz, olimpijczyk (1996)[228]
  - Khamtai Siphandon – laotański wojskowy i polityk, przewodniczący LPL-R (1992–2006), premier (1991–1998), prezydent (1998–2006)[229]
  - Teresa Watras-Koczanowicz – polska aktorka teatralna i filmowa[230]
- 1 kwietnia
  - Miguel Angel Aguilar Miranda – ekwadorski duchowny rzymskokatolicki, biskup Guarandy (1991–2004), ordynariusz polowy Ekwadoru (2004–2014)[231]
  - Leandro Domingues – brazylijski piłkarz[232]
  - Michael Hurley(inne języki) – amerykański muzyk folkowy[233]
  - Alfi Kabiljo(inne języki) – chorwacki dyrygent i kompozytor[234]
  - Dean T. Kashiwagi – amerykański inżynier i ekonomista, profesor[235]
  - Val Kilmer – amerykański aktor[236]
  - Jan Recław – polski kolejarz i muzealnik, wieloletni kierownik Muzeum Kolejnictwa w Kościerzynie[237]
  - Johnny Tillotson – amerykański piosenkarz country i pop, autor tekstów piosenek[238]
  - Faramarz Zelli(inne języki) – irański piłkarz[239]

- nieznana data dzienna
  - Jacek Jasiaczek – polski łyżwiarz figurowy, mistrz Polski w 1981 roku[240]